# Nyssodrysina halffteri
Nyssodrysina halffteri är en skalbaggsart som först beskrevs av Jean François Villiers 1971.  Nyssodrysina halffteri ingår i släktet Nyssodrysina och familjen långhorningar. Inga underarter finns listade i Catalogue of Life.